# Brežine
Brežine (cyr. Брежине) – wieś w Czarnogórze, w gminie Podgorica. W 2011 roku liczyła 99 mieszkańców.